# Fauzi Belele
Fauzi Belele es un deportista argelino que compitió en atletismo adaptado. Ganó tres medallas en los Juegos Paralímpicos de Atlanta 1996.

## Palmarés internacional
| Juegos Paralímpicos | Juegos Paralímpicos      | Juegos Paralímpicos | Juegos Paralímpicos |
| Año                 | Lugar                    | Medalla             | Prueba              |
| ------------------- | ------------------------ | ------------------- | ------------------- |
| 1996                | Atlanta (Estados Unidos) | Medalla de plata    | 5000 m T34-37       |
| 1996                | Atlanta (Estados Unidos) | Medalla de bronce   | 800 m T34-36        |
| 1996                | Atlanta (Estados Unidos) | Medalla de bronce   | 1500 m T34-37       |